# Мировський замок
Мировський замок (пол. Zamek w Mirowie) — руїни замку, що лежать на Краківсько-Ченстоховській височині у селі Миров в гміні Неґова Мишковського повіту Сілезького воєводства в Польщі. Замок належить до системи так званих Орлиних Гнізд.  

## Назва
Впродовж своєї історії назва замку згадувалася у документах у таких варіаціях, як: "Mirow" (1399), "castrum seu fortalicium Mijrow" (1439), "predium… castri Mirow" (1476), "Myrow" (1492), "Myrov" (1502), "Mirzow" (1523), "Myrowo" (1530), "Mierow" (1545). 

## Історія
Замок у Мирові був побудований приблизно в середині XIV століття за часів Казимира Великого. 
Історики припускають, що дерев'яно-земляні укріплення існували на місці замку і раніше. Спочатку оборонна споруда складалася лише з кам'яної сторожової вежі, яка підпорядковувалася сусідньому Боболицькому замку та разом з ним входила до оборонної системи Орлиних Гнізд. Вона належала шляхетській родині Лисів, яка також була власником сусіднього замку в Козєгловах. Вони першими ініціювали перетворення укріплень у лицарський замок. У 1378 році Людовик Угорський передав ці укріплення як лен Володиславу Опольському, однак через ворожу політику до Польщі Владислав Ягайло відібрав його у 1396 році. 
Першим бурграфом Мирова був Сасін у 1401—1405 роках. Він керував замком від імені власника — сандецького каштеляна Кристина з Козеглов. У 1416 році судові документи згадують ще одного бургграфа з Мирова — Поляниса, який вів суперечку з настоятелем із Зрембиць. 
Пізніше, в середині XV століття, Мировський замок перейшов у володіння чергових лицарських родин. У 1442 році мировські маєтки набув Петро з Бніна, який ініціював розбудову замку. У 1456 році Мировський замок виставляв військо для участі у Тринадцятирічній війні, що відбувалася між Тевтонським орденом та Короною Польського королівства. 
Її продовжували наступні власники замку — родина Мишковських гербу Яструбець, які набули замок у 1489 році. Вони перенесли до Мирова свою родову резиденцію. За їхнього часу замок було підвищено та добудовано до нього житлову вежу. Однак обмежені можливості розбудови замку зумовили переїзд родини Мишковських до нової, більш зручної садиби. Замок перейшов у власність Петра Коричинського, а потім —родини Менчинських. 
Замок зазнав сильних пошкоджень під час Шведського потопу, коли було зруйновано значну частину мурів. Незважаючи на проведені власниками ремонтні роботи, він поступово занепадав, внаслідок чого його остаточно покинули у 1787 році. Укріплення стали джерелом кам'яних будівельних матеріалів для місцевих жителів, що прискорило його спустошення. У ХІХ столітті замок вперше було інвентаризовано. В той час він вже мав даху, а стіни у багатьох місцях обвалилися. У 1934 році зсунулася південна стіна замку обвалилася. 
У часи Польської Народної Республіки замок було взято під охорону. 

## Сучасний стан
У 2006 році родина Ласецьких  — нинішніх власників замку — розпочала проведення укріплювальних робіт, спрямованих на збереження пам’ятки. На прохання представників родини сенатора Ярослава Ласецького та його брата Даріуша Ласецького, було розпочато низку досліджень, на основі яких було розроблено оптимальний спосіб укріплення руїн. Роботи здійснюються під наглядом фахівців. 
В наш час відвідування замку  є неможливим, з огляду на загрозу обвалів. Планується, що після реконструкції його буде відкрито для відвідування туристами, також планується частково відновити обвалені стіни та обладнати в замку туристичний центр та музей. 

## Архітектура
Мировський замок — приклад середньовічного оборонного замку, пристосованого для житлових цілей. Площа замку спочатку становила близько 270 м². В результаті розбудови, здійсненої наступними власниками, площа будівлі збільшилася до 1200 м². Замок оточували мури та рів, а до його внутрішнього двору вела брама. 

## Фотогалерея

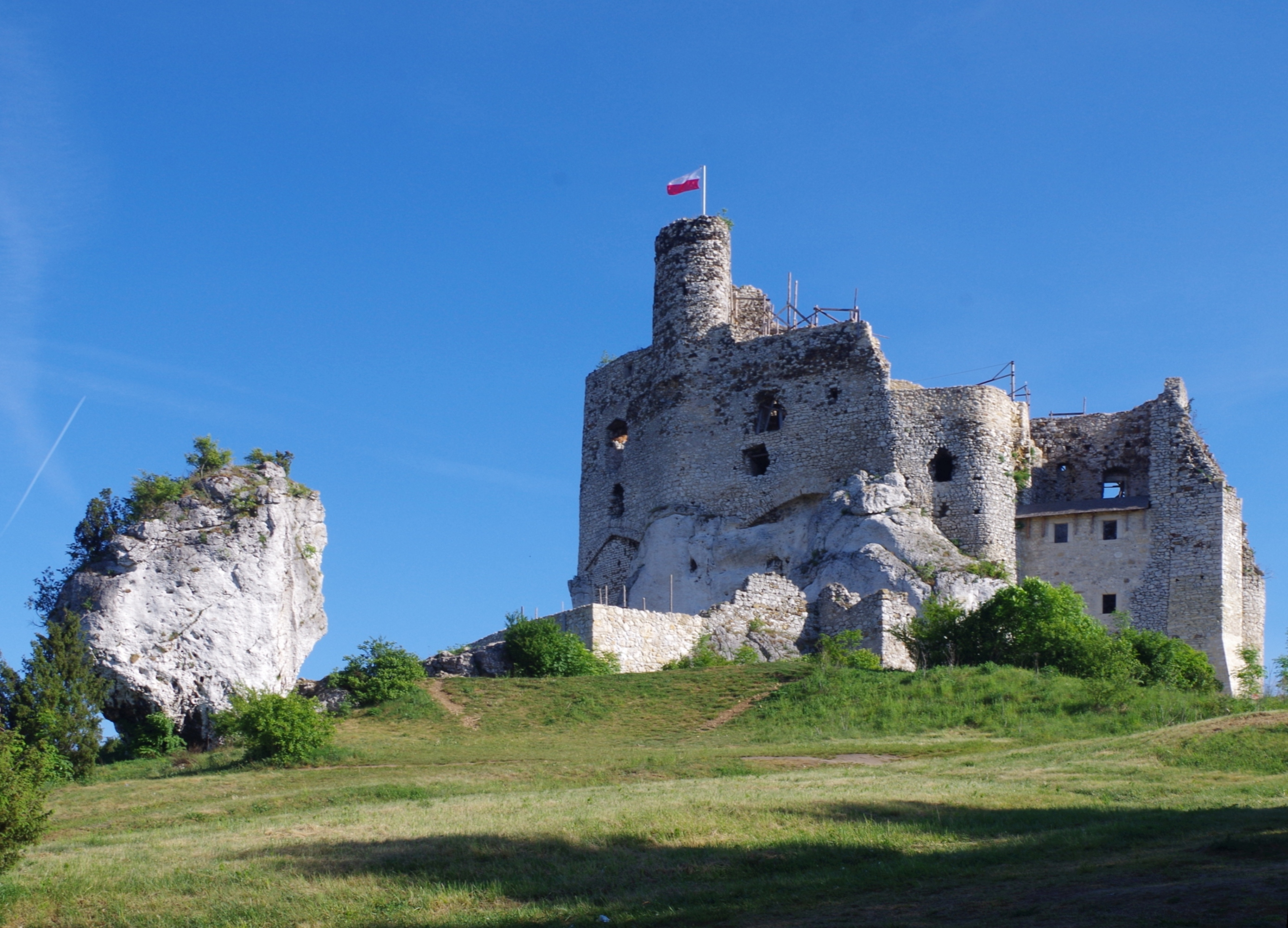
Замок з південного боку
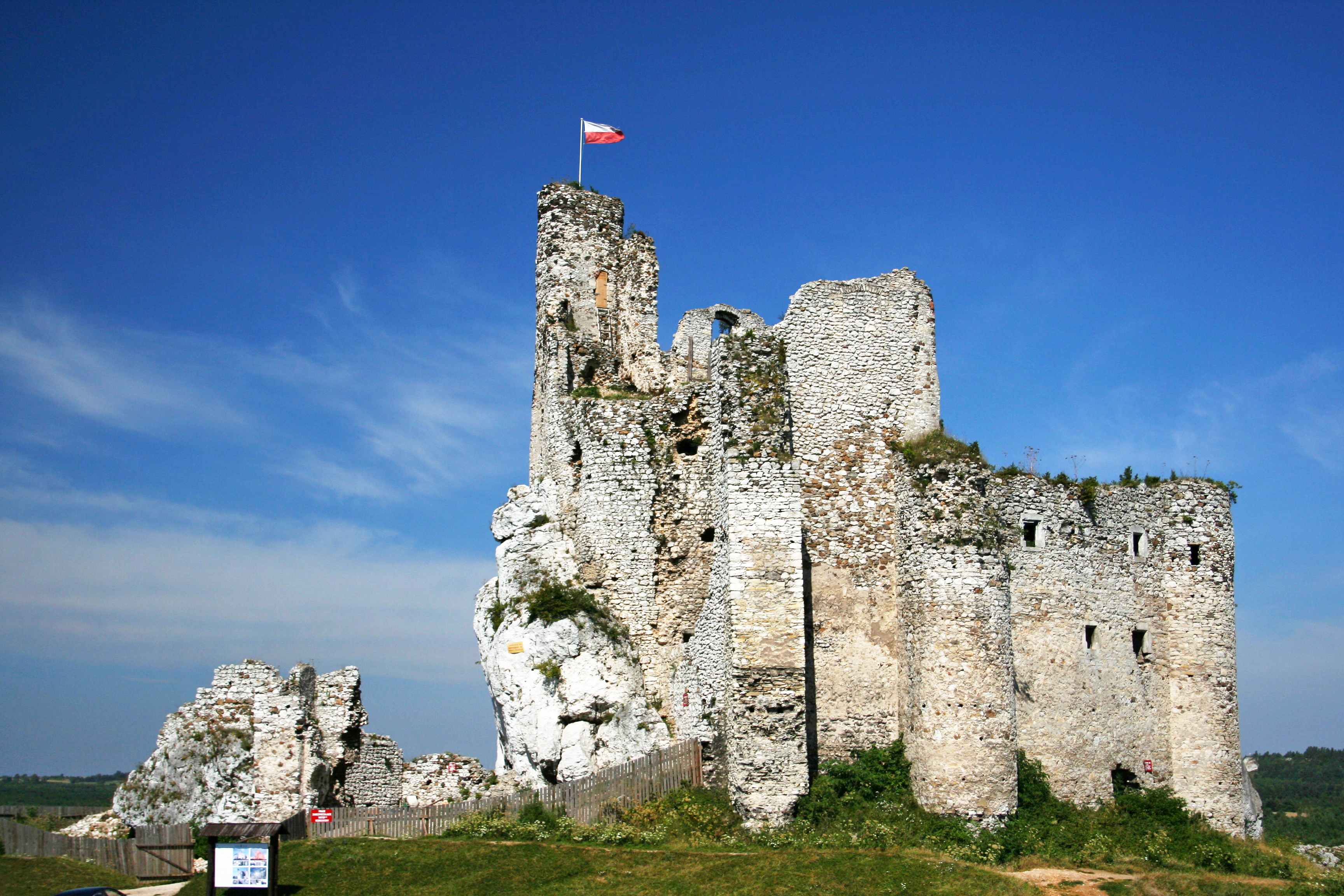
Вигляд замку зі сходу
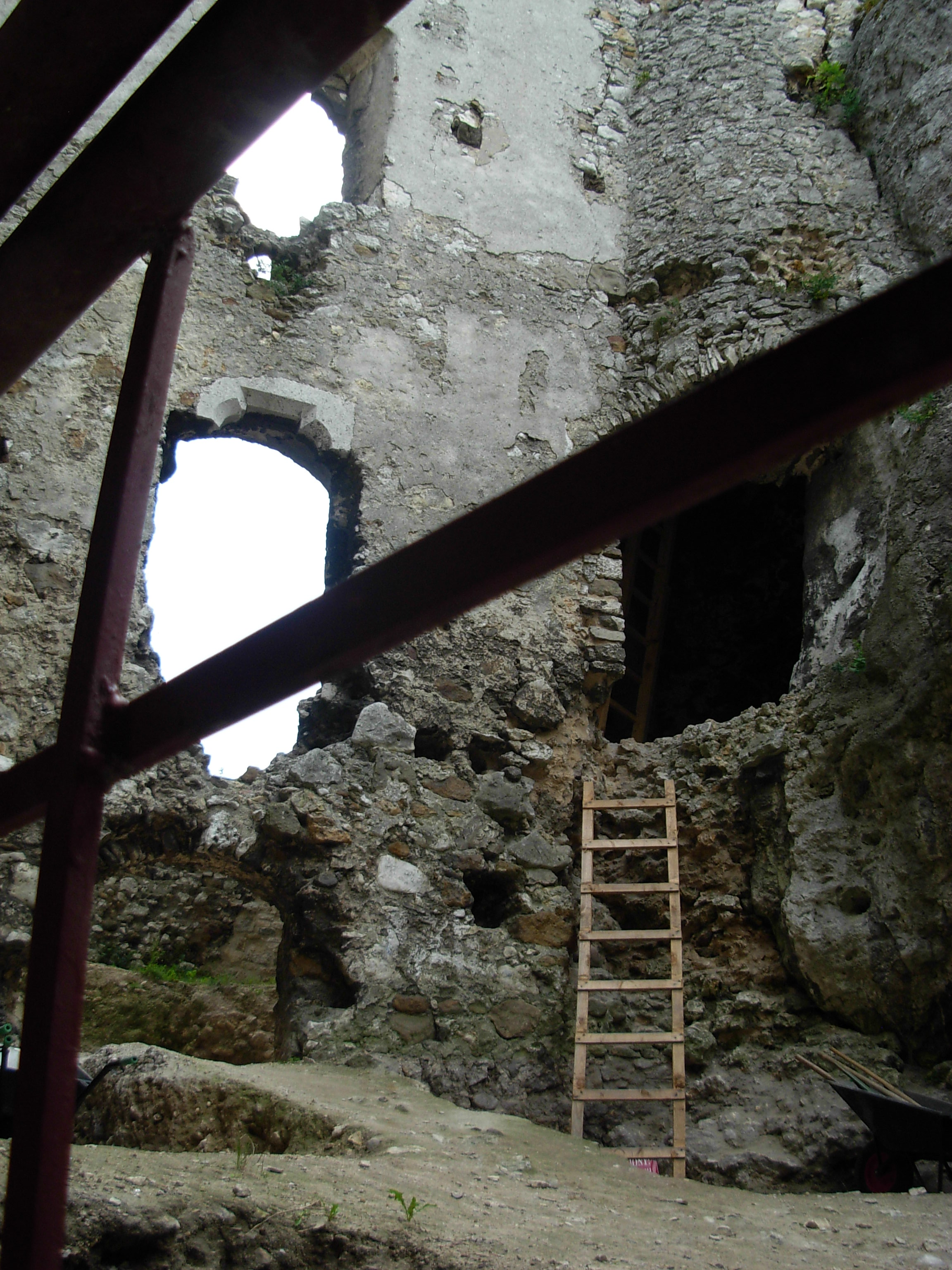
Фрагмент руїн замку зсередини
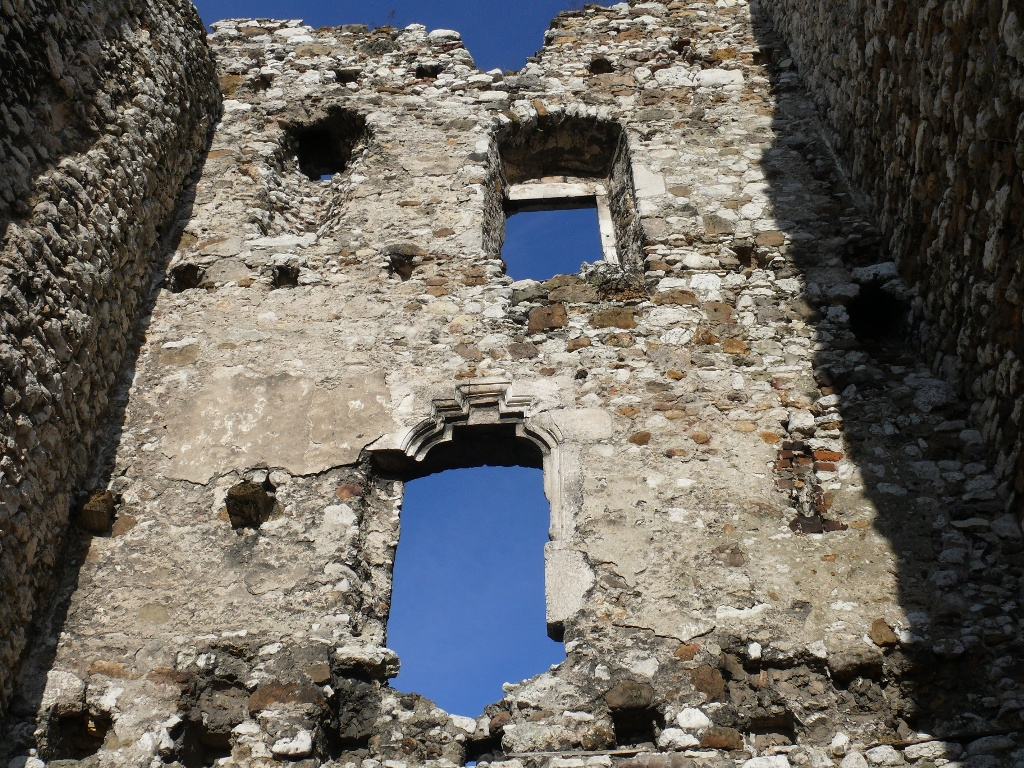
Стіна житлової вежі
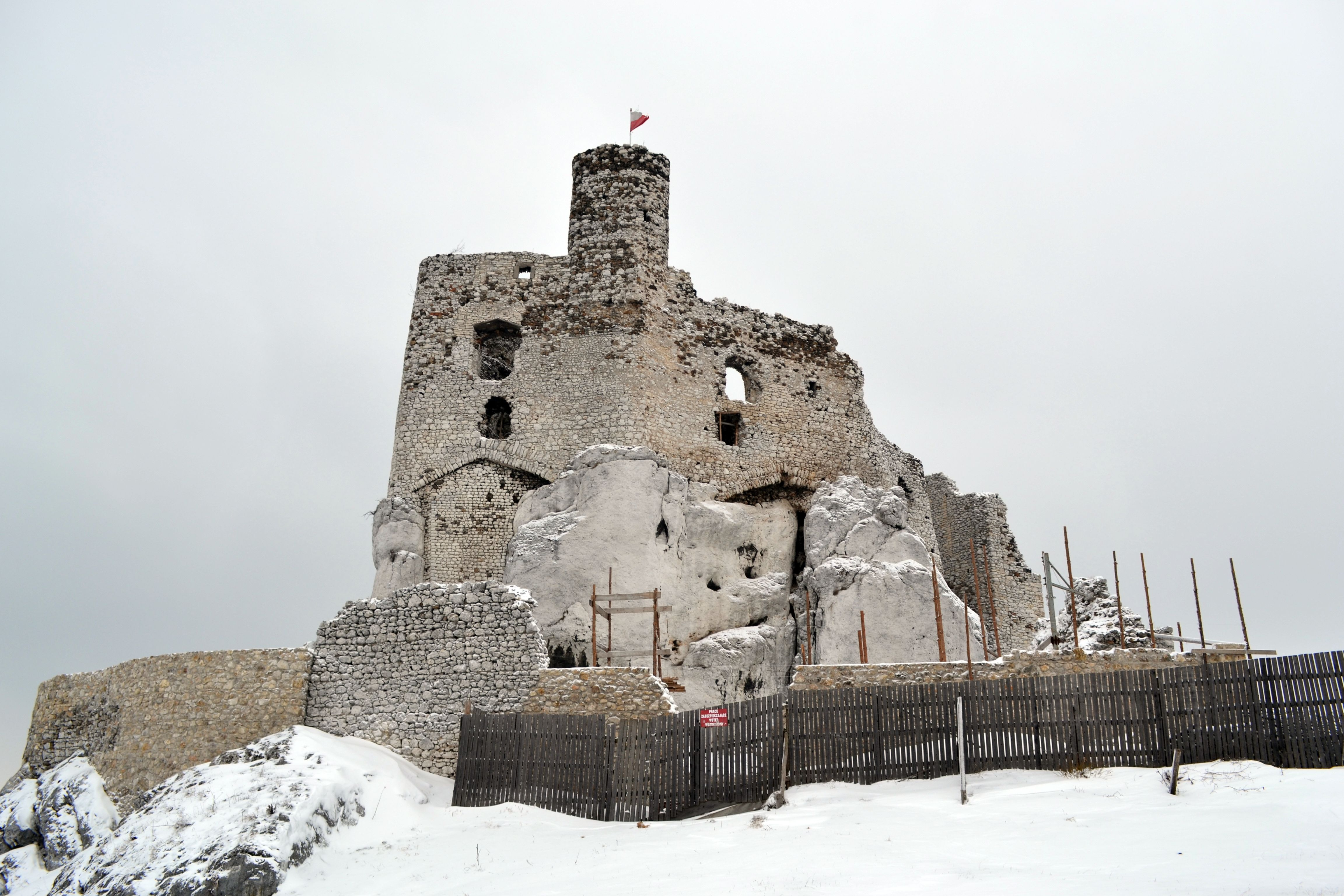
Замок взимку
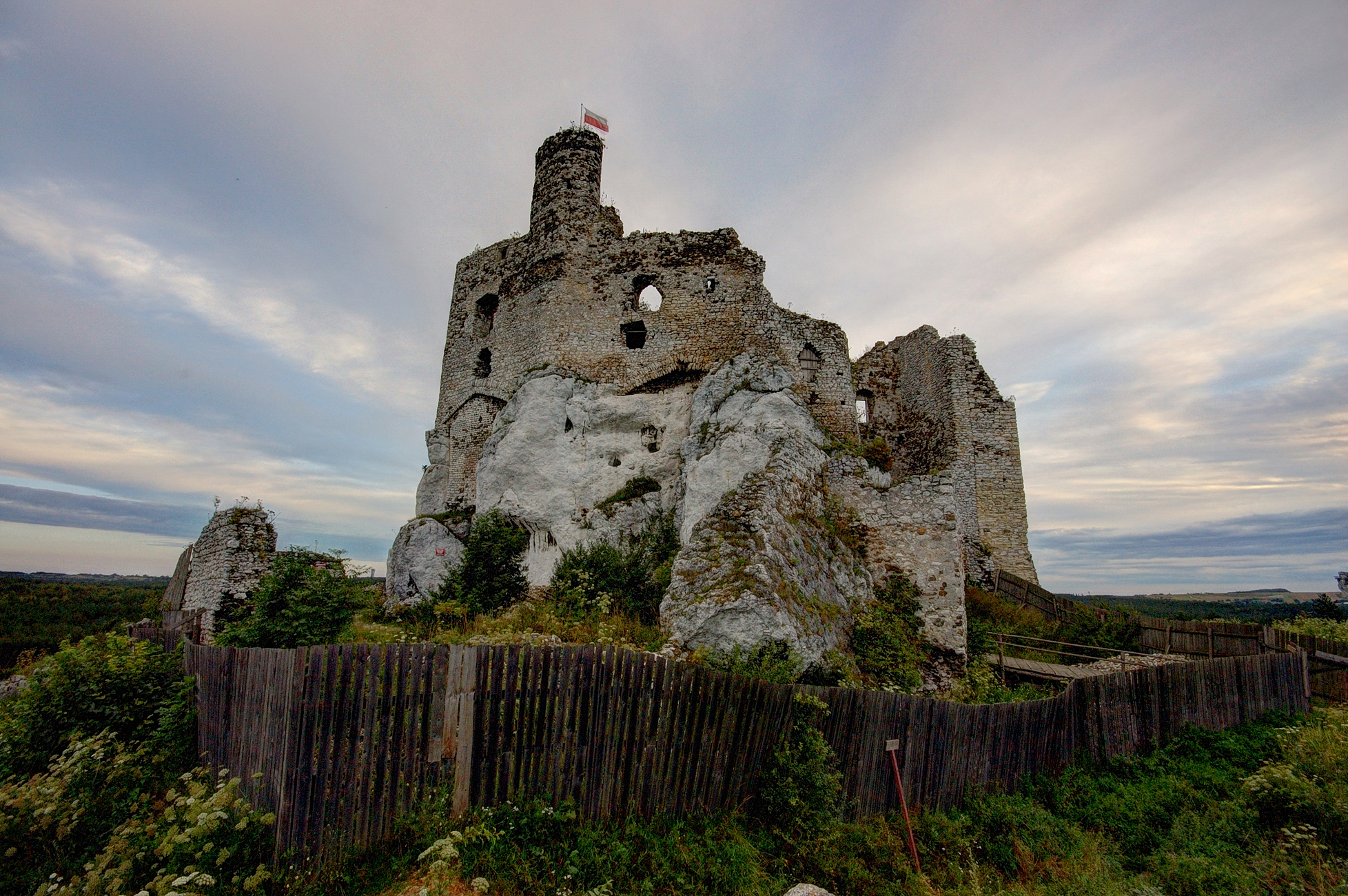
Вигляд замку вранці